# Limnigraf na Výtoni

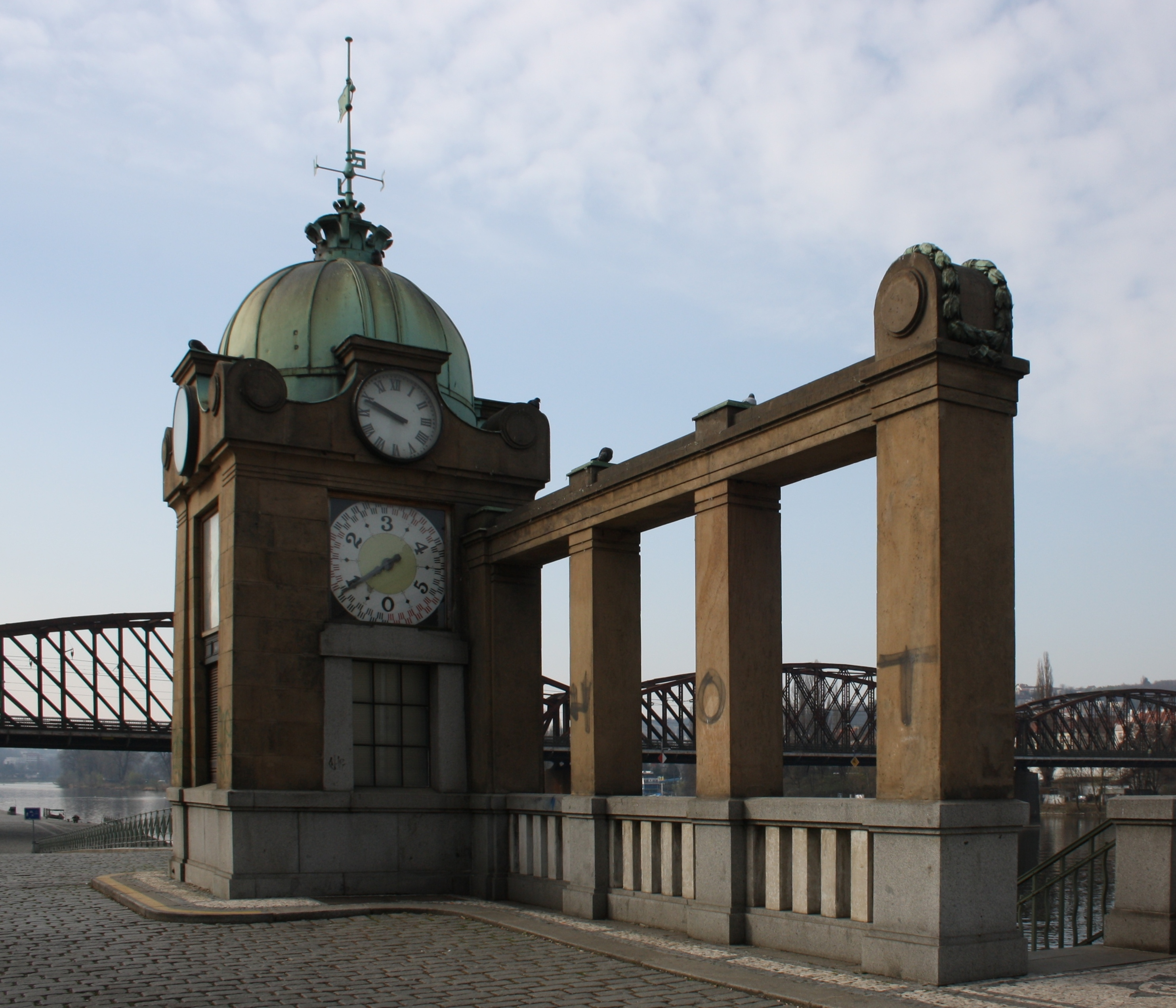
Limnigraf na Výtoni

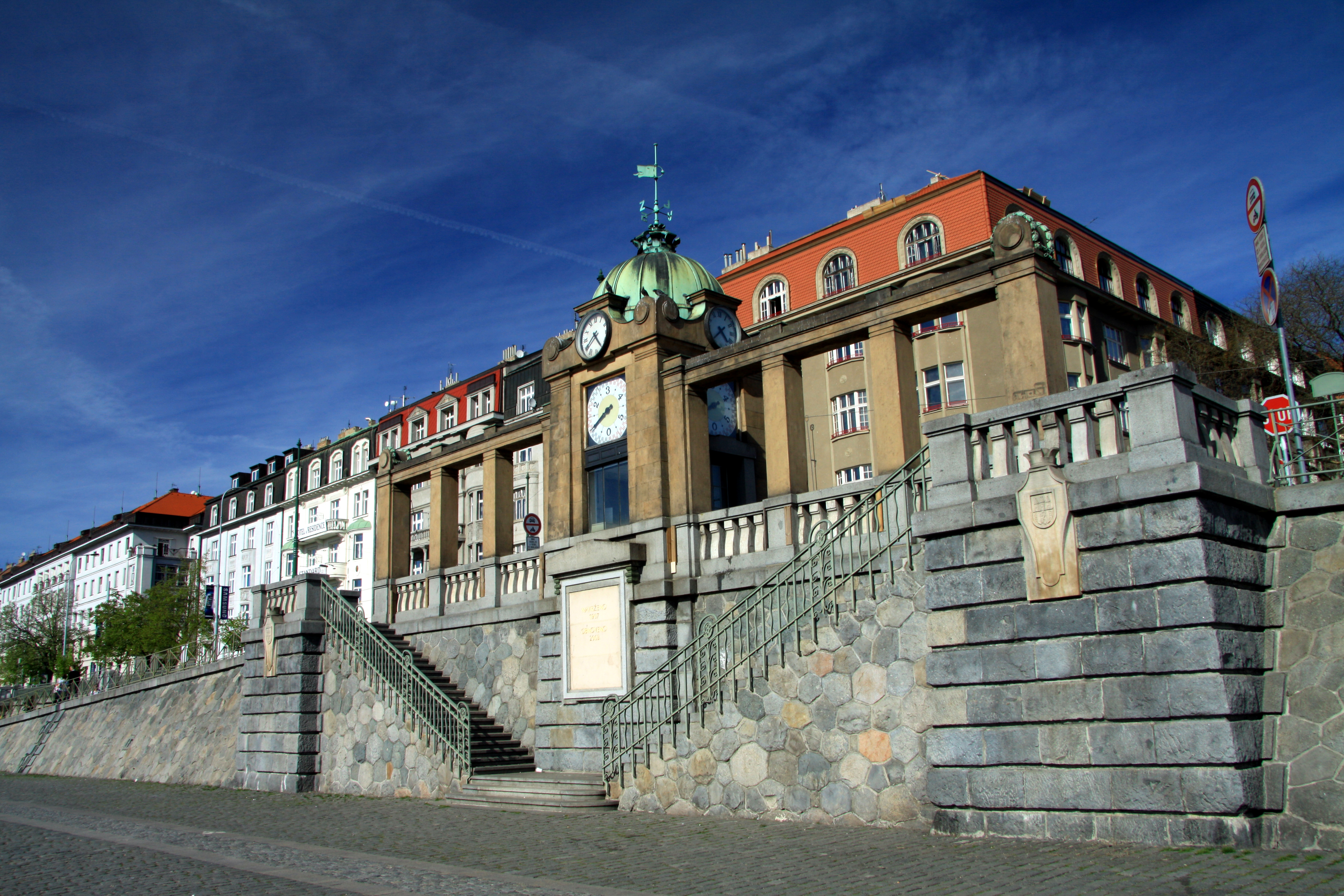
Pohled na limnigraf směrem od Vltavy na Rašínovo nábřeží

Limnigraf na Výtoni (výtoňský vodočet) je stavba na pražském Rašínově nábřeží, nedaleko vyšehradského železničního mostu, naproti Podskalské celnici. V objektu je umístěn limnigraf – přístroj sloužící k odčítání a zaznamenávání výšky hladiny Vltavy v čase.
Tato secesní stavba je architektonicky zpracována do formy romantické gloriety, má čtvercový půdorys a je doplněna o sloupové loubí vedené ve směru nábřeží. Na každé ze čtyř stěn je umístěn velký kruhový ukazatel výšky hladiny (tzv. vodní hodiny) a nad ním hodiny. Objekt zastřešuje měděná kopule zakončená korunou s ukazatelem čtyř světových stran. Nad ní je korouhvička ve tvaru psí hlavy ukazující směr větru. V průčelí domku byla skříňka s meteorologickou stanicí vybavenou: lihovým teploměrem, minimálním a maximálním teploměrem, barografem, termografem, vlasovým vlhkoměrem, Lambrechtovým povětrnostním telegrafem (aneroidem a termohygroskopem). Prostor bývalé meteorologické skříňky je nyní zakryt původní železnou roletou. Stavba (na svém počátku nazývaná jako vodoměrný a meteorologický domek) byla postavena kolem roku 1907, v roce 2003 byla opravena a znovu zprovozněna.
Obdobná secesní vodoměrná stanice z roku 1912 (Limnigraf Na Františku) je postavena na stejném břehu Vltavy, dále po proudu, na Starém Městě – Na Františku, naproti Anežskému klášteru.